# 延命杏咲実
延命 杏咲実（えんめい あさみ、2003年11月15日 - ）は、日本のフリーアナウンサー、タレント（元子役）、元アイドル。女性アイドルグループ・ラストアイドル2期生の元メンバー。愛称は延命ちゃん、延命プロ。えんみょうさん。
東京都墨田区出身。子役時代はNEWSエンターテインメントに所属していた。NEWSエンターテインメント・スクール東京校出身。ラストアイドル所属時はTWIN PLANETに所属していた。2020年5月から2022年7月までWaVEに所属していた。8月から11月までフリーを経て12月にセント・フォースのスプラウトに所属している。
『大!天才てれびくん』てれび戦士（出演期間 2011年度 - 2013年度）で知られる。特技は新体操。

## 略歴
2008年、子役としてデビュー。
2011年から2014年まで 『大!天才てれびくん』にてれび戦士として出演。
2018年、NEWSエンターテインメントとの契約が満了し事務所を離れる。直後にラストアイドル第2期生オーディションに応募し約3000名の応募者の中から書類審査、2次審査、最終審査を勝ち抜き、ラストアイドル2期生暫定メンバー12人のうちの1人に選出される（立ち位置8番）。番組には4月15日（14日深夜）放送分から出演、入れ替えバトルを制して9月30日（29日深夜）放送分で正式メンバーに決定した。
2019年1月15日に「テレ朝公式ウォッチガール」の就任を発表した。
2019年6月10日、学業専念を理由に7月28日をもってラストアイドルから卒業することを発表した。
2019年7月28日、インテックス大阪での個別握手会・撮影会をもってラストアイドルの活動を終了した。
2020年5月1日よりWaVE所属。SNSやライブ配信などを中心に、学業と両立しながら活動を行い、2022年3月、東京大学教育学部附属中等教育学校を卒業。4月からは青山学院大学教育人間科学部教育学科に在学中。
2022年7月31日をもってWaVEを退所しフリーを経て、現在はスプラウトで活動している。

## 出演

### テレビドラマ
- 小児救命 第4話（2008年、テレビ朝日） - 女の子 役
- 黄金の豚-会計検査庁 特別調査課-（2010年、日本テレビ） - 堤芯子（幼少期）役
- 土曜ワイド劇場 森村誠一の喪中欠礼～終着駅の牛尾刑事VS事件記者冴子（2014年12月27日、テレビ朝日） - 山岡千里 役
- 水曜ミステリー9 無敵の法律事務所!弁護の鉄人 橘明日香（2015年6月3日、テレビ東京） - 矢代美久 役
- 魔法×戦士 マジマジョピュアーズ! 第26話（2018年9月23日、テレビ東京） - 味川ワキコ 役

### 映画
- ブルーバレンタイン（2011年） - 大谷加奈 役

### バラエティ
- 大!天才てれびくん（2011年 - 2014年、NHK Eテレ） - てれび戦士
- めちゃ×2イケてるッ!「めちゃギントン2」（2014年 - 2015年、フジテレビ）
- ラストアイドル（2018年4月 - 2019年7月、テレビ朝日） - 2期生メンバー
- エンタメ情報ステーション 土曜のトオルとカヲル（2022年5月21日 - 2023年9月23日、BS松竹東急） - レギュラーリポーター

### 情報番組
- めざましテレビ（2023年1月11日 - 、フジテレビ） - まいにちランキング・学生リポーター
- Your Data 〜 Your Life（2023年12月5日 - 2024年1月29日、ラジオNIKKEI） - パーソナリティ

### テレビアニメ
- 蟲師 続章（2014年）みかげ（少女） 役

### その他のテレビ番組
- ギャクテン教室!（2012年 - 2013年、NHK総合） - コメンテーター
- 知られざるガリバー〜エクセレントカンパニーファイル〜（2023年5月27日・6月10日・8月19日・10月14日・11月25日・2024年1月13日・3月2日・9月7日・11月2日・2025年2月1日・5月24日。7月19日、テレビ東京） -  ファイリングリポーター

### CM
- 全労済、こくみん共済 - 妹 役
- P&G、パンパース「新しい顔」篇 - 女の子 役
- ベリーズベリー（子供服） - スチールモデル
- カシオ、デジカメ - スチールモデル
- オリエンタルランド - スチールカタログモデル
- バンピランドセル パンフレット - スチールカタログモデル
- 日清オイリオ
  - 春のフライ・デー「から揚げ」篇
  - 夏のフライ・デー「天ぷら」篇
  - 夏のフライ・デー「トンカツ」篇
  - 秋のフライ・デー「エビフライ」篇
  - 秋のフライ・デー「素揚げ」篇
- つま恋ウォーターパーク（2014年 - 2017年） - つま恋ウォーターパークイメージガール
- DCM、ヨガ用品
- 任天堂、どうぶつの森 amiiboフェスティバル
- 花王、クリアクリーン
- ALSOK 「お披露目パレード」篇
- JR東日本 まもレール

### MV
- 「さくらひらり」 - YouTube / 味醂いろは（2021年）

### オリジナルビデオ
- きかんしゃトーマスたいそうDVD

### イベント
- 東京グランドキッズコレクション

## 書籍

### 雑誌連載
- らぶキャラ（2013年 - 、学研出版）モデル